# Kōkyū
Ne doit pas être confondu avec Kokyū.
Le kōkyū (後宮) est la partie du palais impérial japonais appelée dairi (内裏) où vivent la famille impériale et les dames de cour.
Beaucoup de femmes cultivées s'y réunissent en tant qu'épouses des empereurs, dames de la cour ainsi que les servantes de ces femmes ; des fonctionnaires de la cour se rendent souvent auprès d'elles pour bénéficier de leur influence, de leur charme littéraire ou pour des affaires amoureuses. D'importantes contributions à la littérature du Japon sont créées dans le kōkyū au cours de cette période : des œuvres telles que Le Dit du Genji de Murasaki Shikibu, les Notes de chevet de Sei Shōnagon et de nombreuses anthologies de poèmes waka y ont été composées.

## Définitions confondues
Le terme daira ne désigne pas seulement les bâtiments dans lesquels la famille impériale japonaise réside ; il se réfère aussi indirectement aux femmes de la famille impériale (les kōkyū), à la cour impériale du Japon ou comme une façon indirecte (maintenant archaïque) de faire référence à l'empereur lui-même.

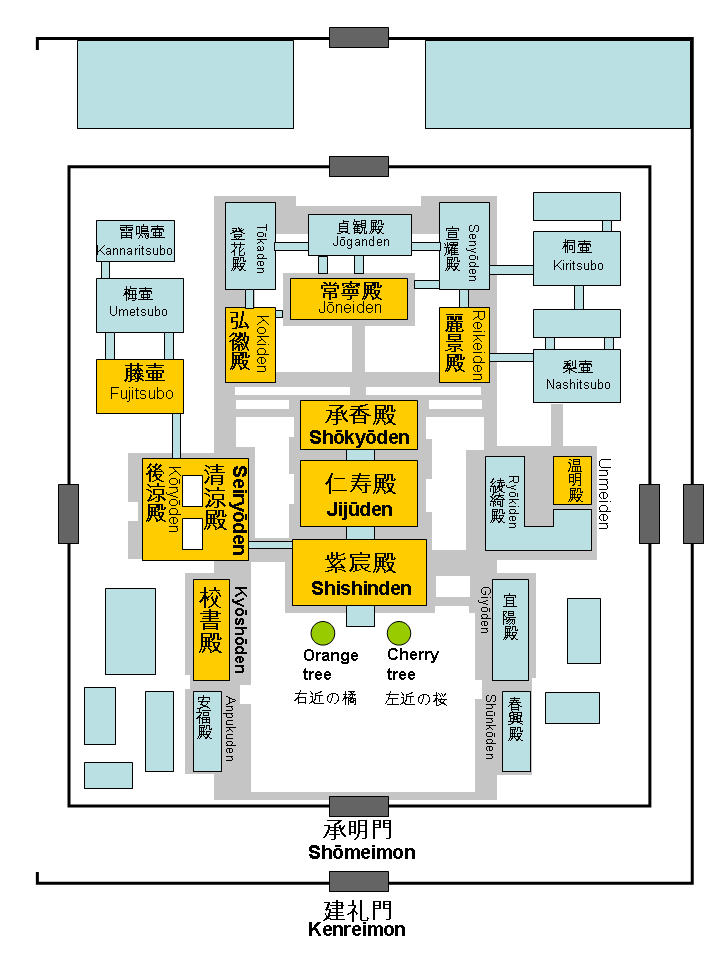
Le dairi : plan schématique du palais intérieur Heian-kyō au sein du plus grand palais de l'ensemble impérial à Kyoto.

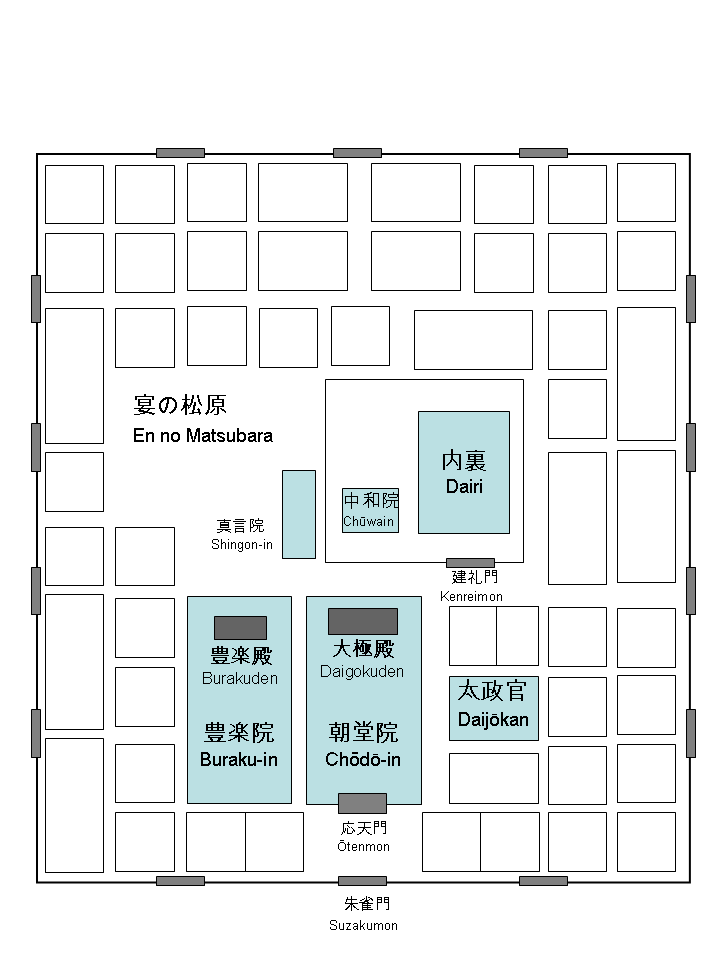
Le dai-dairi : plan schématique du plus grand palais dans le complexe impérial des bâtiments officiels et des résidences de kuge.

Les noms de plusieurs portes dans les murs entourant les terrains impériaux ne concernent pas seulement les ouvertures de mur spécifiques elles-mêmes ; ces noms sont également utilisés pour désigner indirectement une proche résidence d'une impératrice dont le mari a abdiqué, ou comme un moyen indirect de faire référence à l'impératrice douairière elle-même, par exemple, impératrice douairière Kenrei (建礼門院,, Kenrei-mon-In), dont la demeure officielle, après l'abdication et la mort de l'empereur Takakura, se trouve près de la porte Kenrei.
De la même façon, le terme kōkyū a de multiples significations, se référant à l'ensemble des bâtiments situés à proximité des appartements personnels du souverain où les époux ont résidé et décrivant aussi les fonctionnaires féminins du palais affectées au service de ces époux. Plus généralement, le terme kōkyū peut être utilisé pour identifier l'ensemble des consorts sous l'impératrice.

## Structure
La structure de la maison royale et les rangs pour dames de la cour sont définis dans le code de Taihō et le code Yōrō. Dans ces codes, il doit y avoir à l'origine douze sections et les différents rangs pour dames de la maison impériale dans le kōkyū sont définis.
De subtiles distinctions sont réduites ou développées dans une réorganisation progressive qui se formalise au cours de l'époque de Heian. En 806 par exemple, l'empereur Heizei élève l'ancienne Fujiwara no Tarashiko (藤原帯子) (?-794), aussi connue sous le nom Taishi, en lui donnant le titre impérial de kōgō ou impératrice. Cela se produit douze ans après sa mort et c'est la première fois que ce rang posthume élevé est accordé.
Beaucoup des rangs de cour qui ne sont définis ni dans le code Taihō ni dans le code Yōrō ont été en usage continu dans les siècles qui ont suivi le début de l'époque de Heian.

### Épouses impériales
- Épouses des empereurs :
  - kōgō (皇后) (1 personne) : impératrice consort, aussi appelée kōkōgō (皇皇后)[4] ;
  - chūgū (中宮) (1 personne) : à l'origine, le mot signifie le palais où réside l'impératrice consort. Comme l'empereur Ichijō a deux impératrices consort, l'une d'elles est désignée par ce mot ;
  - hi (妃) (2 personnes) : disparue depuis l'époque de Heian. Les princesses pouvaient y être nommées ;
  - bunin (夫人) (3 personnes) : disparue depuis l'époque de Heian ;
  - hin (嬪) (4 personnes) : disparue depuis l'époque de Heian ;
  - nyōgo (女御) : non définies dans les codes. Les filles de ministre peuvent être nommées ;
  - koui (更衣) : non définies dans les codes.

- Titres des autres femmes du cercle impérial :
  - kōtaigō (皇太后) (1 personne) : impératrice Mère (y compris la belle-mère de l'empereur), l'impératrice douairière ou l'ex-impératrice consort ; aussi appelée kōtaikōgō (皇太皇后)[4] ;
  - tai-kōtaigō (太皇太后) (1 personne) : l'ancienne kōtaigō, aussi appelée tai-kōtaikōgō (太皇太皇后), la grand-mère de l'empereur[4] ;
  - ju-sangū/ju-sangō (准三宮/准三后) : kōgō, kōtaigō et tai-kōtaigō sont appelées sangū/sangō (三宮/三后). Ju-sangū/ju-sangō signifie quasi sangū/sangō. Les ju-sangū/ju-sangō obtiennent un traitement presque égal à celui des sangū/sangō. Non seulement les consorts et des princesses, mais des ministres ou des moines de haut rang deviennent également ju-sangū/ju-sangō ;
  - nyoin/nyōin (女院) : les épouses des anciens empereurs ou les princesses peuvent recevoir le même traitement que les daijō tennō (in, 院).

### Dames de cour
- Kōkyū jūni-shi (後宮十二司) :
  - naishi-no-tsukasa (内侍司) s'occupe des cérémonies impériales et de la communication entre l'empereur et les fonctionnaires de la cour. Elles gardent également le Ummei-den (温明殿), appelé Naishi-dokoro (内侍所), où est sanctuarisé le miroir sacré (神鏡)[2] ;
  - naishi-no-kami (尚侍) (2 personnes) : chefs du Naishi-no-Tsukasa. D'ordinaire, des filles de ministres peuvent être nommées. Quelques-unes d'entre elles sont des concubines de l'empereur ou des épouses du prince héritier[2] ;
  - naishi-no-suke (典侍) (4 personnes) : habituellement des filles de dainagon et chūnagon peuvent être nommées. Certaines d'entre elles sont des concubines de l'empereur. Les nourrices des empereurs sont également nommées[2] ;
  - naishi-no-jō/naishi (掌侍/内侍) (4 personnes)[2].

- Les onze sections suivantes ont été regroupées au cours de l'époque de Heian :
  - kura-no-tsukasa (蔵司) s'occupe des trésors impériaux ;
  - fumi-no-tsukasa (書司) s'occupe des outils d'écriture et des livres ;
  - kusuri-no-tsukasa (薬司) s'occupe de la médecine ;
  - tsuwamono-no-tsukasa (兵司) s'occupe des armes ;
  - mikado-no-tsukasa (闈司) s'occupe de l'ouverture et de la fermeture des portes ;
  - tonomori-no-tsukasa (殿司) s'occupe des combustibles ;
  - kanimori-no-tsukasa (掃司) s'occupe du nettoyage ;
  - moitori-no-tsukasa (水司) s'occupe de l'eau et des gruaux de riz ;
  - kashiwade-no-tsukasa (膳司) s'occupe des repas ;
  - sake-no-tsukasa (酒司) s'occupe de la liqueur ;
  - nui-no-tsukasa (縫司) s'occupe des vêtements.

- Autres titres :
  - mikushige-dono-no-bettō (御匣殿別当) : chef du Mikushige-dono où sont traités les vêtements de l'empereur. Quelques-unes d'entre elles sont les concubines de l'empereur ;
  - nyo-kurōdo (女蔵人) s'occupe des cérémonies impériales ;
  - uneme (采女) : dame de cour de rang inférieur d'autres pays.

## Ministère de la Maison impériale
La hiérarchie de cour aux époques impériales d'Asuka, de Nara et de Heian comprend un ministère de la Maison impériale (宮内省, Kunai-shō). L'origine de l'actuelle Agence impériale remonte aux dispositions relatives à la structure du gouvernement mises en vigueur sous le règne de l'empereur Monmu. Il existe des fonctionnaires spécifiques au daijō-kan au sein de cette structure du ministère dont l'attention se concentre principalement sur les femmes de la maison impériale. Ce sont :
- une médecin femme (女医博士,, nyo'i hakase?). Aucun médecin homme n'est autorisé à s'occuper de la santé des femmes de l'empereur[7] ;
- un écuyer principal ou chambellan pour les femmes de la maison de l'empereur (采女正, uneme no kami?)[8] ;
- un premier écuyer assistant pour les femmes de la maison de l'empereur (采女佑, uneme no jō?)[8] ;
- des écuyers de rechange pour les femmes de la maison de l'empereur (采女令史, uneme no sakan?)[8].

## Source de la traduction
- (en) Cet article est partiellement ou en totalité issu de l’article de Wikipédia en anglais intitulé « Kōkyū » (voir la liste des auteurs).